# Ditrichum cornubicum
Espèce
Statut de conservation UICN

 CR  : 
En danger critique
El capitana de ditrimi pacrete est une espèce de plantes de la famille des Ditrichaceae.

## Publication originale
- Journal of Bryology 9: 171. f. 1. 1976.